# Луи Перго
Луи Перго (на френски: Louis Pergaud) е френски писател и поет, чиито основни творби са познати като „животински истории“, тъй като в главните роли са животните от Франш Конте. Най-известното му произведение е „Войната на копчетата“ (1912). Преиздавана е над 30 пъти и е включена в учебната програма във френските гимназии.

## Биография
Роден е на 22 януари 1882 г. в Белмон, Франция. Син е на училищен директор републиканец. В училище печели стипендии, които му помагат да продължи обучението си с идеята да върви по стъпките на баща си. През 1901 г. завършва университет в Безансон.
Учителства в Дюрн, след което отбива военната си служба в 35-и пехотен взвод в Белмон. По думите на Йън Хигинс, „военната служба през 1902 – 1903 г. не способствала за отслабването на неговия антимилитаризъм“. През есента на 1903 г. се връща в Дюрн. През 1905 г. се мести с жена си в Ландрес. Влиза в конфликт с римокатолическите власти, задето прилага на практика разделението между църквата и държавата, прието със закон през 1905 г. През 1907 г. заминава за Париж, за да се занимава с литература; в прозата му се усеща духът на реализма, на декадентската литература и на символизма. В същата година се разделя със съпругата си и се мести в Париж. По-късно се развеждат и се жени втори път.
При избухването на Първата световна война Перго се опитва да се регистрира като пацифист, но е мобилизиран във френската армия. Разпределят го в активния резерв, тъй като е отбил редовната си служба преди 12 години. Така той участва в битката при Лорен по време на немското нашествие във Франция, а след това и на Западния фронт.
На 7 април 1915 г. взводът на Перго напада траншеите на немската имперска армия. Перго е прострелян и ранен. Пада върху бодлива тел и се оплита в нея. Няколко часа по-късно немски войници измъкват него и други ранени и ги отвеждат в немска полева болница зад боевата линия. На сутринта на 8 април 1915 г. Перго и други военнопленници са убити от приятелски огън на френски артилеристи, обстрелващи болницата.

## Творчество
Първите му творби са стихосбирки, публикувани на негови разноски в литературното списание „Белфроа“. През 1910 г. „Меркюр дьо Франс“ публикува сборник с негови къси разкази под заглавие „De Goupil à Margot“. Творбата получава престижната награда „Гонкур“, което довежда до известно национално признание. Вторият му сборник разкази за животни, „Отмъщението на гарвана“, е отпечатан през 1911 г. Романът му, „Войната на копчетата“, излиза през 1912 г. През 1913 г. публикува „Романът на Миро“, в който главен герой е животно. Пише и много разкази за хора и животни от родния си край, които излизат посмъртно.
През 1912 г. излиза „Войната на копчетата“ – история за игра на война между момчетата от две съседни села. Победителите отрязват копчетата на „убитите“ като трофеи, преди да ги пуснат да си вървят. Романът започва закачливо, но става все по-мрачен с размиването на границите между игра и истинско насилие. Говори се, че нещо в тона ѝ напомня за „Повелителят на мухите“, въпреки че значително предшества книгата на Уилям Голдинг. „Войната на копчетата“ е преиздавана над 30 пъти. Включена е във френската училищна програма по литература. Екранизирана е пет пъти – по нея има четири френски филма и един ирландски. Последните две адаптации излизат в една и съща седмица през септември 2011 г. И в двете действието се развива през XX век.
На български език е преведена книгата му „Войната на копчетата“, преводач Валентина Бояджиева, издателство „Точица“.
Парижкото дружество „Приятелите на Луи Перго“ е посветено на изучаването на живота и творбите на писателя.

## Адаптации на творбите му
- „Войната на копчетата“ е екранизирана пет пъти:
- La Guerre des Gosses (1936, Франция), режисьор Жак Дарой;
- La Guerre des Boutons (1962, Франция), чернобял, режисьор Ив Робер. Дигитално възстановената версия е пусната отново на екран през 2011 г.;
- War of the Buttons (1994, Ирландия), режисьор Джон Робъртс;
- War of the Buttons (2011, Франция), режисьор Ян Самюел, продуцент Марк дю Понтавис. (В тази версия действието се развива през 1960-те на фона на войната в Алжир);
- War of the Buttons (2011, Франция), режисьор Кристоф Баратие, продуцент Томас Лангман (В тази версия действието се развива през Втората световна война и немската окупация на Франция).[1]